# Naproxen
Naproxen är ett smärtstillande, febernedsättande och inflammationshämmande läkemedel i gruppen NSAID som både finns i receptfria och receptbelagda varianter. Preparatet doseras två gånger dagligen, och är förhållandevis långverkande jämfört med andra läkemedel i gruppen.

## Användningsområden
För receptfri användning är preparat med naproxen godkända för att behandla lätt till måttlig akut smärta och feber. Preparatet kan användas upp till 5 dagar mot smärta och upp till 3 dagar mot feber eller migrän. Läkare kan ordinera längre behandlingstid. Barn under tolv år ska inte använda läkemedlet och det bör inte användas under de 3 sista månaderna av en graviditet.
På recept kan läkemedlet även skrivas ut för att behandla bland annat reumatoid artrit, juvenil idiopatisk artrit, artros, ankyloserande spondylit, mensvärk och andra tillstånd av smärta som är lätta till måttliga i intensitet. Naproxen står med på SLL:s Kloka Listan för mensvärk, och som andrahandspreparat för migränbehandling.

## Verkningsmekanism
Naproxen är en reversibel hämmare av enzymerna COX-1 och COX-2.

## Läkemedel
I Sverige marknadsförs naproxen bland annat som Naproxen, Pronaxen, Alpoxen, Ipaflex och Naprocur. Kombinationspreparatet Vimovo innehåller även esomeprazol som en magskyddande komponent. De beredningsformer som finns tillgängliga är tabletter, enterotabletter och stolpiller.

## Miljöpåverkan
Naproxen är miljöklassificerat, har en låg miljörisk och det bioackumuleras inte.

## Biverkningar
Vanliga biverkningar, det vill säga biverkningar som drabbar någonstans mellan 1 på 10 och 1 på 100 av dem som behandlas, är problem från mag- och tarmkanalen, hudutslag med ytliga sår, ödem, trötthet, huvudvärk, öronsus, och hjärtklappning. Naproxen kan i mycket sällsynta fall orsaka inflammationer i olika organ och ge allergiska reaktioner. Naproxen kan förlänga blödningstiden och bör inte kombineras med blodförtunnande läkemedel som till exempel Waran och Trombyl.